# Edward Feigenbaum

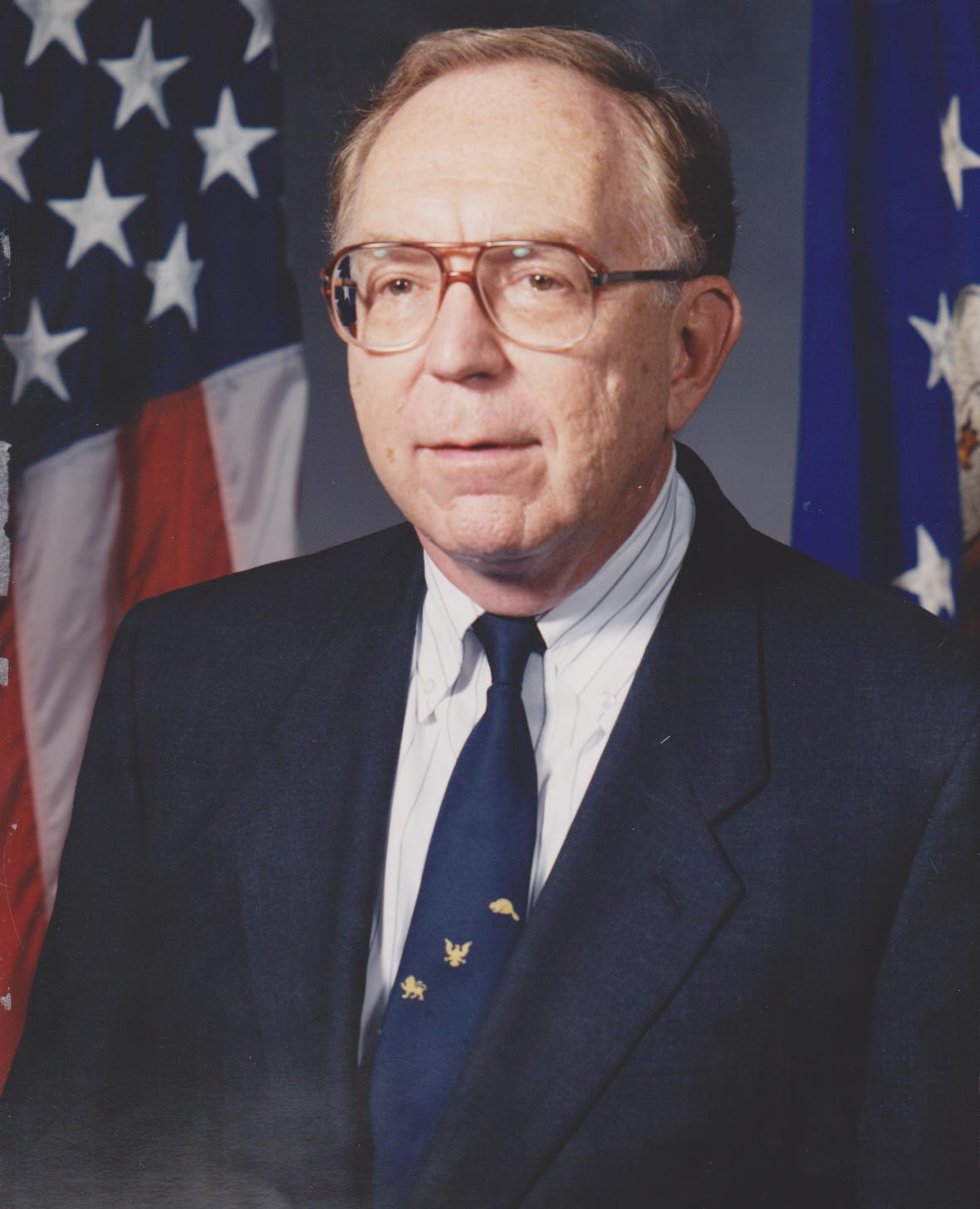
Edward Feigenbaum

Edward „Ed“ Albert Feigenbaum (* 20. Januar 1936 in Weehawken, New Jersey) ist ein US-amerikanischer Informatiker, der gemeinhin als „Vater der Expertensysteme“ gilt. 1994 erhielt er gemeinsam mit Raj Reddy den Turing Award der Association for Computing Machinery (ACM) für Pionierarbeit im Aufbau und der Entwicklung von großflächig nutzbaren Systemen der Künstlichen Intelligenz, mit der sie die praktische Notwendigkeit und das kommerzielle Potential der KI-Technologie demonstrierten. Heute ist er emeritierter Professor für Informatik an der Stanford University.
Feigenbaum studierte an der Carnegie Mellon University und beendete dort sein Studium mit der Promotion bei Herbert A. Simon. Von 1960 bis 1964 war er wissenschaftlicher Assistent an der University of California, Berkeley, wo J. C. R. Licklider ihn für ein KI-Forschungsprojekt der ARPA rekrutierte, in dessen Umfeld er u. a. mit David C. Evans das Timesharing-System der SDS 940 entwarf. 1965 wechselte er zu John McCarthy und George E. Forsythe an die frisch gegründete Fakultät für Informatik der Stanford University, zog sich aus dem Hardware-Design zurück und wurde bald Leiter des dortigen Rechenzentrums. Er entwickelte im Rahmen des ARPA-Programms u. a. mit dem Chemiker Carl Djerassi und dem Molekularbiologen Joshua Lederberg das erste Expertensystem Dendral und war auch an der Entwicklung des medizinischen Diagnosesystems Mycin beteiligt.
Bis 1992 war er stellvertretender wissenschaftlicher Leiter (Principal investigator) des nationalen Rechenzentrums für Anwendungen der Künstlichen Intelligenz auf Medizin und Biologie (SUMEX-AIM, Stanford University Medical Experimental Facility / AI in Medicine) der National Institutes of Health an der Stanford University. Er gründete auch das Knowledge Systems Laboratory an der Stanford University und leitete zwischenzeitlich die Fakultät für Informatik.
Feigenbaum war Präsident der American Association for Artificial Intelligence, im Leitungsgremium der United States National Library of Medicine und im Board of Directors der Sperry Corporation. Er war in den Informatik-Ausschüssen der National Science Foundation und des National Research Council, und in einem ARPA-Komitee zu Informationswissenschaft und Technologie tätig. Von 1994 bis 1997 war er leitender Wissenschaftler der United States Air Force. Außerdem hat er drei Unternehmen im Bereich angewandte Künstliche Intelligenz mitgegründet, IntelliCorp, Teknowledge und Design Power.
Zu Feigenbaums Doktoranden gehören Douglas B. Lenat und Niklaus Wirth (Turing Award 1984).

## Auszeichnungen
- 1986: Mitglied der National Academy of Engineering
- 1991: Mitglied der American Academy of Arts and Sciences
- 1994: Turing Award und Fellow des American Institute for Medical and Biological Engineering
- 1997: U.S. Air Force Exceptional Civilian Service Award
- 2013: Computer Pioneer Award
- Fellow der American Association for Artificial Intelligence und des American College of Medical Informatics

Nach ihm ist außerdem die Feigenbaum-Medaille benannt, die der World Congress of Expert Systems vergibt, und deren erster Preisträger er selbst war. Mit den Honoraren für das Buch Computers & Thought wurde zudem der IJCAI Computers and Thought Award ins Leben gerufen.

## Schriften
- Mit Julian Feldman herausgegeben: Computers & Thought. McGraw-Hill, New York 1963
- Knowledge Processing: From File Servers to Knowledge Servers. In: Raymond Kurzweil: The Age of Intelligent Machines. MIT Press, Cambridge 1990, ISBN 978-0-262-11121-8
- mit Pamela McCorduck: Die Fünfte Computer-Generation : Künstliche Intelligenz und die Herausforderung Japans an die Welt, Birkhäuser 1984
- mit Pamela McCorduck, H. Penny Nii: The Rise of the Expert Company: how visionary companies are using artificial intelligence to achieve higher productivity and profits, London: Macmillan 1988